# فرولوفو
فرولوفو (بالروسية: Фролово) هي إحدى مدن روسيا في الكيان الفدرالي الروسي فولغوغراد أوبلاست.